# Янссон, Сигге
Сигге Скорпан Янссон (швед. Sigge Skorpan Jansson; род. 10 ноября 2005, Гётеборг) — шведский футболист, полузащитник «Хеккена».

## Клубная карьера
Является воспитанником «Хеккена». В 2022 году стал победителем юношеского первенства Швеции. Перед сезоном 2023 года проходил сборы с основной командой. 4 марта 2023 года впервые попал в заявку клуба на матч группового этапа кубка страны с «Хальмстадом» (2:1), но на поле не появился. 13 апреля заключил с «Хеккеном» первый профессиональный контракт, рассчитанный на три года. 15 апреля в матче с «Кальмаром» дебютировал в чемпионате Швеции, появившись на поле в середине второго тайма вместо Самуэля Густафсона.

## Карьера в сборной
Выступал за юношескую сборную Швеции до 19 лет. В её составе дебютировал 24 сентября 2022 года в товарищеской встрече с Австрией.

## Клубная статистика
| Выступление      | Выступление      | Выступление      | Лига | Лига | Кубки | Кубки | Конт. кубки | Конт. кубки | Итого | Итого |
| Клуб             | Лига             | Сезон            | Игры | Голы | Игры  | Голы  | Игры        | Голы        | Игры  | Голы  |
| ---------------- | ---------------- | ---------------- | ---- | ---- | ----- | ----- | ----------- | ----------- | ----- | ----- |
| Хеккен           | Алльсвенскан     | 2023             | 1    | 0    | 0     | 0     | 0           | 0           | 1     | 0     |
| Хеккен           | Итого            | Итого            | 1    | 0    | 0     | 0     | 0           | 0           | 1     | 0     |
| Всего за карьеру | Всего за карьеру | Всего за карьеру | 1    | 0    | 0     | 0     | 0           | 0           | 1     | 0     |